# 弘前連隊区
弘前連隊区（ひろさきれんたいく）は、大日本帝国陸軍の連隊区の一つ。前身は青森大隊区である。青森県の徴兵・召集等兵事事務を取り扱った。実務は弘前連隊区司令部が執行した。岩手県・秋田県の一部を管轄した時期もあった。1925年（大正14年）5月、青森連隊区に統合され廃止となった。

## 沿革
1888年（明治21年）5月14日、大隊区司令部条例（明治21年勅令第29号）によって青森大隊区が設けられ、陸軍管区表（明治21年勅令第32号）により管轄区域が定められた。第2師管第4旅管に属した。
1896年（明治29年）4月1日、青森大隊区は連隊区司令部条例（明治29年勅令第56号）によって弘前連隊区に改組され、同時に陸軍管区表が改正（明治29年3月16日勅令第24号）となり、旅管が廃止され第8師管に属した。1900年6月10日、司令部が中津軽郡清水村に移転した。
1903年（明治36年）2月14日、改正された「陸軍管区表」（明治36年勅令第13号）が公布となり、再び旅管が採用され弘前連隊区は第8師管第4旅管に属した。
日本陸軍の内地19個師団体制に対応するため陸軍管区表が改正（明治40年9月17日軍令陸第3号）となり、1907年（明治40年）10月1日、第8師管第16旅管に属した。また、青森県内に青森連隊区が創設され、管轄区域の大幅な変更が実施された。
1925年4月6日、日本陸軍の第三次軍備整理に伴い陸軍管区表が改正（大正14年軍令陸第2号）され、同年5月1日、弘前連隊区は青森連隊区に統合された。

## 管轄区域の変遷
1888年5月14日、陸軍管区表（明治21年勅令第32号）が制定され、青森大隊区の管轄区域が次のとおり定められた。
- 青森県

全県
- 岩手県

二戸郡・南九戸郡・北九戸郡
1896年4月1日に弘前連隊区へ改組された際に管轄区域の変更はなかったが、郡制施行による郡の統廃合により陸軍管区表が改正（明治29年12月4日勅令第381号）され、1897年（明治30年）4月1日に南九戸郡・北九戸郡が九戸郡に変更された。
1907年10月1日、青森連隊区が新設されたことに伴い、改正された陸軍管区表（明治40年9月17日軍令陸第3号）により管轄区域が次のとおり定められた。青森県青森市・下北郡・上北郡・三戸郡・東津軽郡と岩手県区域を青森連隊区へ移管し、秋田県区域を秋田連隊区から編入した。
- 青森県

弘前市・北津軽郡・南津軽郡・中津軽郡・西津軽郡
- 秋田県

鹿角郡・北秋田郡・山本郡
1925年5月、青森県連隊区に統合されて廃止となり、旧管轄区域は青森県区域を青森連隊区に編入し、秋田県区域は秋田連隊区に移管した。

## 司令官
青森大隊区
- 森戸武矩 歩兵少佐：1888年5月14日 -

弘前連隊区
- 柴田忠雄 歩兵少佐：不詳 - 1899年7月4日
- 梶原景謙 歩兵少佐：1899年7月4日 -
- 森田邦 歩兵少佐：1899年11月22日 - 1901年11月3日
- 高橋駒彦 歩兵少佐：1901年11月3日 - 1903年9月23日
- 門司敬亮 歩兵少佐：1903年9月23日 - 1907年11月13日
- 関口正路 歩兵中佐：1907年11月13日 - 1912年6月29日
- 東正彦 歩兵中佐：1912年6月29日 - 1914年8月10日
- 鈴木綱彦 歩兵中佐：1914年8月10日 - 1916年11月15日
- 景山呈作 歩兵中佐：1916年11月15日 - 1921年7月20日[4]
- 笹倉昇 歩兵中佐：1921年7月20日[4] - 1923年8月6日[5]
- 近藤兼三郎 歩兵大佐：1923年8月6日[5] -